# Arrondissement Sancerre
Sancerre is een voormalig arrondissement in het departement Cher in de Franse regio Centre-Val de Loire. Het arrondissement werd op 17 februari 1800 gevormd en op 10 september 1926 opgeheven. De acht kantons werden bij de opheffing verdeeld over de arrondissementen Bourges en Vierzon.

## Kantons
Het arrondissement was samengesteld uit de volgende kantons:
- kanton La Chapelle-d'Angillon - toegevoegd aan het arrondissement Vierzon
- kanton Argent-sur-Sauldre - toegevoegd aan het arrondissement Vierzon
- kanton Aubigny-sur-Nère - toegevoegd aan het arrondissement Vierzon
- kanton Henrichemont - toegevoegd aan het arrondissement Bourges
- kanton Léré - toegevoegd aan het arrondissement Bourges
- kanton Sancergues - toegevoegd aan het arrondissement Bourges
- kanton Sancerre - toegevoegd aan het arrondissement Bourges
- kanton Vailly-sur-Sauldre - toegevoegd aan het arrondissement Bourges